# 台湾棕颈钩嘴鹛

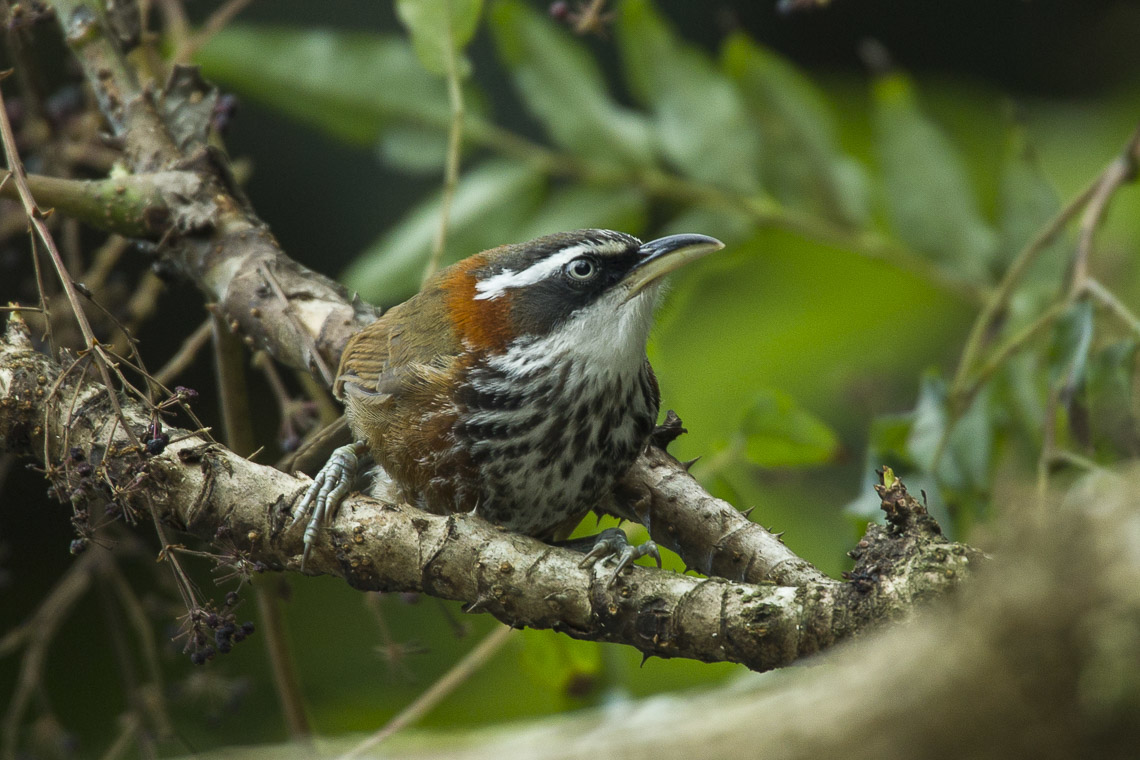

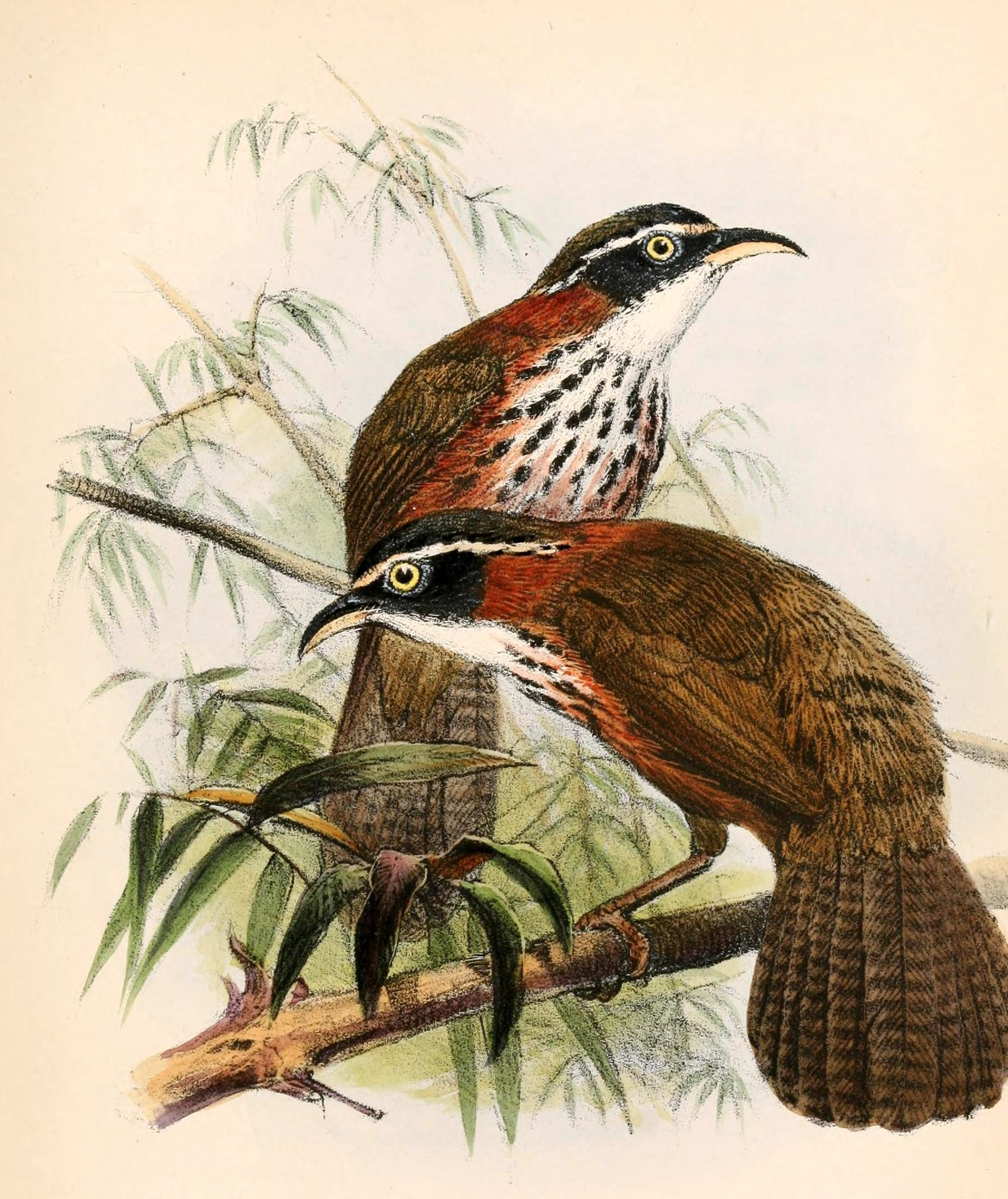

台湾棕颈钩嘴鹛（学名：Pomatorhinus musicus），又名小彎嘴、小彎嘴鶥或小彎嘴畫眉，是臺灣特有的画眉科钩嘴鹛属鳥類。该物种的保护状况被评为无危。台湾棕颈钩嘴鹛的栖息地包括亚热带或热带的湿润低地林和亚热带或热带的湿润山地林。

## 特征
台湾棕颈钩嘴鹛体重约31.61克，翼长约84毫米，嘴峰长约24.4毫米，喙宽度约3.7毫米，喙厚度约6.4毫米，跗蹠长约30.4毫米，尾长约87.4毫米。台湾棕颈钩嘴鹛在其分布区内为留鸟，其栖息在密集的高大的树木组成的森林中，食性为肉食性，主要食物来源是陆生无脊椎动物。